# Gesamtdeutscher Block/Bund der Heimatvertriebenen und Entrechteten
Het Gesamtdeutscher Block/Bund der Heimatvertriebenen und Entrechteten (Gezamenlijk Duits Blok/Bond van Vluchtelingen en Rechtelozen), was een partij in de beginjaren van de Bondsrepubliek Duitsland die opkwam voor de rechten van Duitse vluchtelingen en degenen die na de Tweede Wereldoorlog uit de verloren, voormalige oostelijke Duitse landsdelen waren verdreven en een heenkomen zochten binnen de naoorlogse grenzen van Duitsland.

## Geschiedenis
Na de Tweede Wereldoorlog werden grote gebieden die tot dan toe deel uitmaakten van het Duitse Rijk door de geallieerde staten geannexeerd of herkregen. De Duitse inwoners in deze gebieden werden als represaille verdreven en zochten een veilig heenkomen in het Duitsland ten westen van de Oder-Neissegrens. In de Bondsrepubliek kwamen 7,7 miljoen vluchtelingen terecht, terwijl er in de DDR 3,9 miljoen terechtkwamen. Op 8 januari 1950 richtte Waldemar Kraft, die oorspronkelijk uit Posen kwam, de Bund der Heimatvertriebenen und Entrechteten, BHE (Bond van Vluchtelingen en Rechtelozen) op als politieke partij in de deelstaat Sleeswijk-Holstein met als doel de Rijksduitsers uit voormalige oostelijke Duitse gebieden te organiseren en hun belangen te behartigen; tevens kwam men op voor de rechten van de verjaagde Volksduitsers uit andere delen van Oost-Europa en de Balkan. De BHE was van meet af aan een conservatieve en liberaal conservatieve partij. Bij de Landdagverkiezingen een half jaar later behaalde de BHE 23,4% van de stemmen en werd de sterkste partij in de Landdag (Landtag) van de deelstaat Sleeswijk-Holstein. Na onderhandelingen met de Christlich Demokratische Union Deutschlands (Christelijk Democratische Unie van Duitsland) werd een coalitieregering gevormd. Hoewel de grootste partij, ging de BHE ermee akkoord dat de CDU de minister-president zou leveren. Kraft werd vicepremier en minister van Financiën.
Op 27 januari 1952 werd de BHE onder de naam Gesamtdeutscher Block/Bund der Heimatvertriebenen und Entrechteten, GB/BHE (Gezamenlijk Duits Blok/Bond van Vluchtelingen en Rechtelozen) een federale partij.
Bij de Bondsdagverkiezingen van 1953 verkreeg de GB/BHE 5,9% van de stemmen, goed voor 27 zetels in de Bondsdag (Bundestag). Het grote succes dat de GB/BHE bij de Bondsdagverkiezingen had geboekt leidde tot de opname van Theodor Oberländer in het kabinet-Adenauer II als bondsminister voor Verdrevenen, Vluchtelingen en Oorlogsgewonden en Waldemar Kraft als bondsminister voor Speciale Zaken.
Na interne strubbelingen, voornamelijk omtrent de Saarlandkwestie, die tijdens de partijdag van 1954 in Bielefeld een hoogtepunt bereikte, traden de voornaamste GB/BHE-leden, waaronder Kraft, Oberländer en Gräfin Finckenstein in 1954 uit de partij. In 1955 sloten zij zich aan bij de CDU. Met de GB/BHE ging hierna alleen maar bergafwaarts. Bij de Bondsdagverkiezingen van 1957 behaalde de partij maar 4,6% van de stemmen, onvoldoende voor een zetel in de Bondsdag.
Op 15 april 1961, aan de vooravond van de Bondsdagverkiezingen van 1961, fuseerde de GB/BHE met de Deutsche Partei (Duitse Partij) tot de Gesamtdeutsche Partei (Gezamenlijk Duitse Partij, GDP). Deze partij behaalde bij de verkiezingen maar 2,8% van de stemmen, te weinig voor een zetel.
In 1997 werd de GB/BHE heropgericht als extreemrechtse partij. Deze partij, die algauw van het politieke toneel verdween, streefde naar het herstel van de Duitse grenzen van 1937.

## Verkiezingsresultaten

### VerkiezingsresultatenBondsdagverkiezingen1953-1957
| Bondsdagverkiezingen | Bondsdagverkiezingen | Bondsdagverkiezingen |
| Jaar                 | %                    | zetels               |
| -------------------- | -------------------- | -------------------- |
| 1953                 | 5,9%                 | 27                   |
| 1957                 | 4,6%                 | 0                    |

### Verkiezingsresultaten in dedeelstaten1950-1960
- Baden-Württemberg: 1952 - 6,3 %, 1956 - 6,3 %, 1960 - 6,6 %.
- Beieren: 1950 (Lijstverbinding met Duitse Gemeenschap) 12,3 % - 1954 - 10,2 %, 1958 - 8,6 %.
- (West-)Berlijn: 1950 - 2,2 %, 1954 - 2,6 %.
- Bremen: 1951 - 5,6 %, 1955 - 2,9 %, 1959 - 1,9 %.
- Hessen: 1950 (Lijstverbinding met FDP) - 31,8 %, 1954 - 7,7 %, 1958 - 7,4 %.
- Nedersaksen: 1951 - 14,9 %, 1955 - 11,0 &, 1959 - 8,3 %.
- Noordrijn-Westfalen: 1954 - 4,6 %.
- Sleeswijk-Holstein: 1950 - 23,4 %, 1954 - 14,0 %, 1958 - 6,9 %.

## Regeringsdeelname

### Federaal
- Bondsrepubliek Duitsland: 1953-1955 (Coalitie CDU-FDP-DP-GB/BHE)

### Deelstaten
- Baden-Württemberg: 1952-1953 (Coalitie DVP/FDP-SPD-GB/BHE); 1953-1960 (Coalitie CDU-DVP/FDP-SPD-GB/BHE)
- Beieren: 1954-1957 (Coalitie SPD-Beierse Partij-FDP-GB/BHE); 1957-1962 (Coalitie CSU-FDP-GB/BHE)
- Hessen: 1955-1966 (Coalitie SPD-GB/BHE)
- Nedersaksen: 1951-1955 (Coalitie SPD-Centrumpartij-GB/BHE); 1955-1957 (Coalitie CDU-DP-FDP-GB/BHE); 1959-1962 (Coalitie SPD-FDP-GB/BHE)
- Sleeswijk-Holstein: 1950-1951 (Coalitie CDU-FDP-DP-GB/BHE); 1951-1963 (Coalitie CDU-FDP-GB/BHE)

## Voorzitters
| Persoon              | periode                  |
| -------------------- | ------------------------ |
| Waldemar Kraft       | januari 1950 - mei 1954  |
| Theodor Oberländer   | mei 1954 - februari 1955 |
| Friedrich von Kessel | februari 1955 - 1958     |
| Frank Seiboth        | 1958 - 1961              |

## Fractievoorzitters Bondsdag
| Persoon       | periode     |
| ------------- | ----------- |
| Horst Haasler | 1953 - 1955 |
| Karl Mocker   | 1955 - 1956 |
| Erwin Feller  | 1956 - 1957 |

## Verwijzingen
1. ↑  Voormalig lid van de NSDAP
2. ↑  Winkler Prins Jaarboek 1953, door: red. Winkler Prins, blz. 205
3. ↑  Na de fusie met de DP covoorzitter van de GDP